# 20017 Alixcatherine
A 20017 Alixcatherine (ideiglenes jelöléssel 1991 TF14) a Naprendszer kisbolygóövében található aszteroida. C. P. de Saint-Aignan fedezte fel 1991. október 2-án.